# Kaahumanu

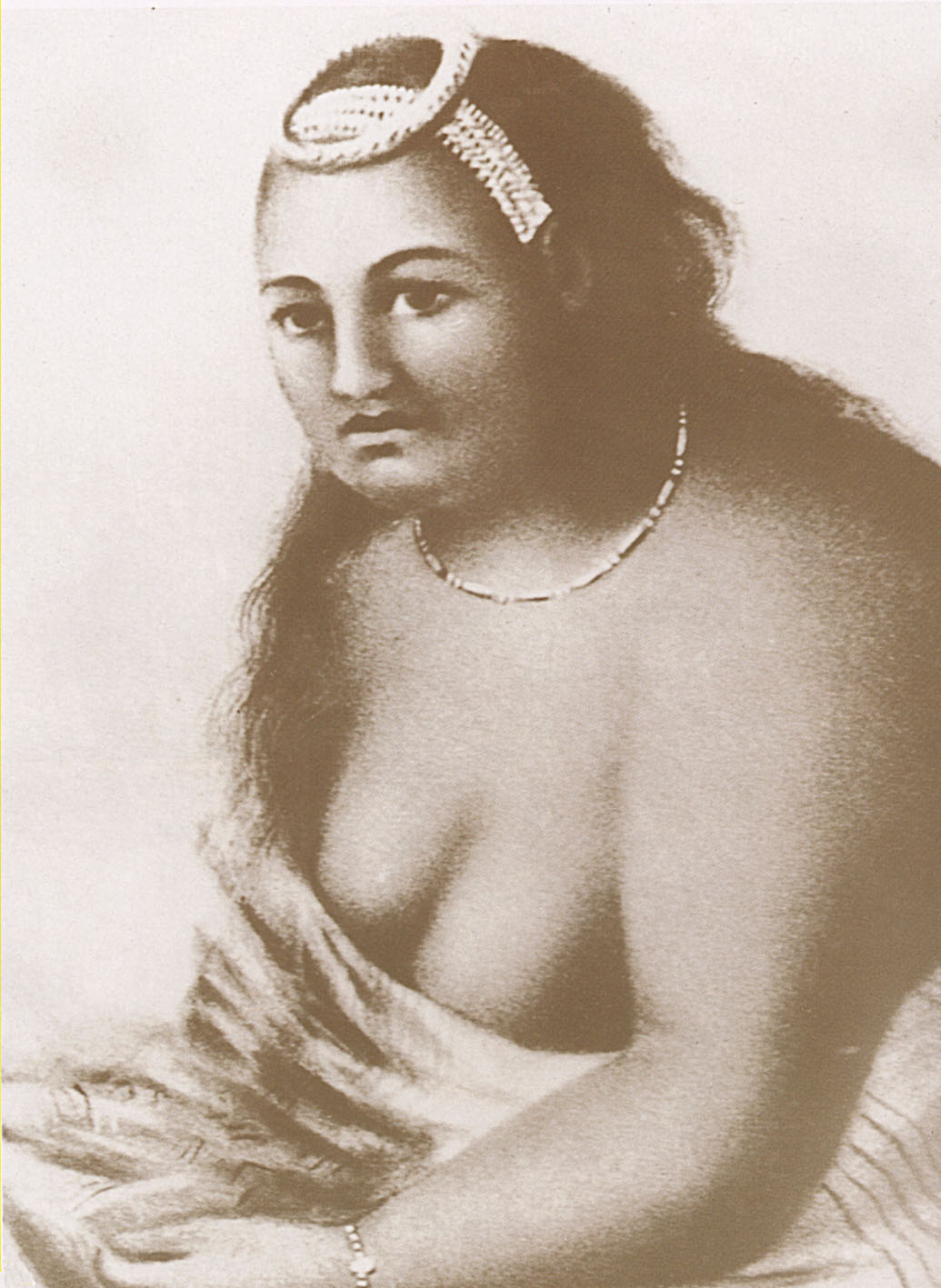
Porträtt av Kaahumanu

Kaahumanu (Kristet namn: Elizabeth Kaahumanu), född 17 mars 1768, död 5 juni 1832, var den första drottningen av kungariket Hawaii och fru och brylling till kung Kamehameha I.
Hon utövade politisk inflytande över maken Kamehameha I, och var efter hans död Hawaiis regent som så kallad Kuhina nui, medregent eller premiärminister, gemensamt med både Kamehameha II och Kamehameha III 1819-1832. 

## Biografi

### Tidigt liv
Kaʻahumanu föddes i en grotta på ön Maui som dotter till Keʻeaumoku Papaiahiahi, en landsflyktig adelsman (aliʻi) Hawaiʻi och Nmahana'i'Kaleleokalani, halvsyster och fru till kung Kamehameha Nui av Maui. Fadern blev rådgivare åt Kamehameha I, med vilken hon blev gift vid tretton års ålder. Maken hade flera fruar, men Kaahumanu var hans favorit och utövade inflytande över honom. Hon uppmuntrade honom att ena öarna till kungadömet Hawaii (1810). 

### Kuhina nui
Vid makens död 5 maj 1819, förklarade hon sig själv för medregent över Hawaii tillsammans med sin styvson Kamehameha II, förebärande att detta hade varit makens önskan. Det kungliga rådet samtyckte och gav henne som regent titeln Kuhina nui, en nyskapad post, som brukar översättas till medregent eller premiärminister. 
Kaahumanu ändrade som medregent levnadsvillkoren för Hawaiis kvinnor då hon avskaffade tabut för könen att äta gemensamt genom att tillsammans med en annan av makens före detta fruar, drottning Keopuolani, offentligt sätta sig ned och äta med sin styvson kungen, något som blev känt som 'Ai Noa. 
År 1821 kidnappade hon och styvsonen kung Kaumualiʻi av Kauai och tvingade honom att gifta sig med henne för att han ö inte skulle bryta sig loss från Hawaii: vid Kaumualiʻis död 1824 gifte hon sig med hans son Kealiʻiahonui. 
I april 1824 införde hon kristendomen (protestantism) på Hawaii. Hon författade rikets första konstitution i enlighet med bibelns bud och lät döpa sig till Elisabeth 5 december 1825. 1826 slöt hon det första avtalet mellan Hawaii och USA, där USA tillerkändes fria handelsrättigheter och skydd av lagarna. 1830 förbjöd hon katolsk mission på öarna. Vid hennes död tillägnades den första översatta bibeln henne. Efterträdd av Kaahumanu II.